# Charles Gordon Bell
Charles Gordon Bell (31 maggio 1889 – Vélizy-Villacoublay, 29 luglio 1918) è stato un aviatore britannico.
Pilota da caccia della Royal Flying Corps, pioniere ed Asso dell'aviazione con cinque vittorie.
Fu uno dei primi cento piloti brevettati nel Regno Unito ed in una breve carriera divenne noto come uno dei piloti più abili ed esperti del paese.
Durante la prima guerra mondiale divenne un asso dell'aviazione, abbattendo cinque aerei tedeschi, prima di tornare in Inghilterra per lavorare come istruttore di volo e pilota collaudatore. Morì nel luglio 1918, quando un aereo sperimentale sul quale stava volando si schiantò in Francia.

## Biografia
Gordon Bell fu insignito del brevetto di aviatore n. 100 dal Royal Aero Club nel 1911, rendendolo uno dei primi piloti qualificati del paese. Come per molti primi aviatori, aveva imparato alla scuola di volo di Brooklands. Si trasferì poi in Francia, dove lavorò con Robert Esnault-Pelterie per la compagnia aerea R.E.P.; mentre dimostrava uno dei loro aerei a potenziali acquirenti in Turchia, divenne la prima persona a volare attraverso il Mar di Marmara.
Negli anni successivi, divenne famoso nei circoli volanti ed era considerato uno dei piloti più abili del paese. Nel 1914, aveva volato su oltre sessanta diversi modelli di aerei. Tuttavia, la sua reputazione era stata danneggiata da un incidente mortale a Brooklands nel 1913, dove l'aereo di Gordon Bell si schiantò mentre volava basso sopra l'aeroporto. L'incidente fu interamente dichiarato a causa di un errore del pilota e fu formalmente avvertito dal Royal Aero Club. Il passeggero, un tenente navale, morì e Gordon Bell fu gravemente ferito.
Al momento dello scoppio della prima guerra mondiale, fu chiamato come ufficiale della riserva speciale dal Royal Flying Corps e volò in servizio attivo sul Fronte occidentale (1914-1918). Divenne un "Asso dell'aviazione", accreditato per aver abbattuto cinque aerei nemici. Prestò servizio con il No. 10 Squadron RFC, volando sui Bristol Scout.

### Vittorie aeree
La malattia causò il rientro di Gordon Bell in Inghilterra alla fine del 1915, dove fu nominato comandante di uno squadron alla Central Flying School di Upavon, salendo al rango temporaneo di Maggiore. Alla fine del 1917 uscì dall'esercito e si unì alla Vickers come Pilota collaudatore. Morì il 29 luglio 1918 mentre pilotava un Vickers F.B.16E sperimentale all'aeroporto di Villacoublay, a 3,2 km sud-est da Vélizy-Villacoublay e fu sepolto al Cimitero dei Gonards a Versailles.
Fu il pilota di maggior successo a pilotare il Bristol Scout, avendo ottenuto tutte le sue 5 vittorie sul modello stesso.